# Лу Верн
Лу Верн (енгл. Lu Verne) град је у америчкој савезној држави Ајова. По попису становништва из 2010. у њему је живело 261 становника.

## Демографија
Према попису становништва из 2010. у граду је живело 261 становника, што је -38 (-12.7%) становника више него 2000. године.
| Група             | 2000.       | 2010.       |
| Белци             | 296 (99,0%) | 250 (95,8%) |
| Афроамериканци    | 0 (0,0%)    | 0 (0,0%)    |
| Азијати           | 0 (0,0%)    | 0 (0,0%)    |
| Хиспаноамериканци | 1 (0,3%)    | 10 (3,8%)   |
| Укупно            | 299         | 261         |